# 羅氏棘冠鯛
羅氏棘冠鯛為輻鰭魚綱金眼鯛目奇鯛科的其中一種，分布於全球各大洋熱帶及亞熱帶海域，為深海魚類，棲息深度1655-5397公尺，體長可達14.1公分。